# Qualificazioni al campionato europeo maschile di calcio 2004 - Gruppo 2

## Classifica
| Pos. | Squadra              | Pt | G | V | N | P | GF | GS | DR  |
| ---- | -------------------- | -- | - | - | - | - | -- | -- | --- |
| 1.   | Danimarca            | 15 | 8 | 4 | 3 | 1 | 15 | 9  | +6  |
| 2.   | Norvegia             | 14 | 8 | 4 | 2 | 2 | 9  | 5  | +4  |
| 3.   | Romania              | 14 | 8 | 4 | 2 | 2 | 21 | 9  | +12 |
| 4.   | Bosnia ed Erzegovina | 13 | 8 | 4 | 1 | 3 | 7  | 8  | -1  |
| 5.   | Lussemburgo          | 0  | 8 | 0 | 0 | 8 | 0  | 21 | -21 |

## Risultati

### Prima giornata
| Arbitro: | Dallas |

|                     |           |                   |
| Riise 54’ Carew 90’ | Marcatori | 22’, 72’ Tomasson |

| Arbitro: | Batista |

|  |           |                                |
|  | Marcatori | 7’ Chivu 8’ Munteanu 27’ Ganea |

### Seconda giornata
| Arbitro: | Ivanov |

|  |           |             |
|  | Marcatori | 83’ Iversen |

| Arbitro: | Bede |

|                              |           |  |
| Tomasson 52’ (rig.) Sand 72’ | Marcatori |  |

### Terza giornata
| Arbitro: | Beneš |

|                        |           |  |
| Lundekvam 7’ Riise 27’ | Marcatori |  |

| Arbitro: | Lajuks |

|  |           |                                                            |
|  | Marcatori | 2’, 5’ Moldovan 24’ Rădoi 45’, 47’, 87’ Contra 80’ Ghioane |

### Quarta giornata
| Arbitro: | González |

|                      |           |                                                               |
| Mutu 5’ Munteanu 47’ | Marcatori | 9’, 90’ Rommedahl 53’ Gravesen 71’ Tomasson 73’ (aut.) Contra |

| Arbitro: | Hyytiä |

|                        |           |  |
| Bolić 53’ Barbarez 79’ | Marcatori |  |

### Quinta giornata
| Arbitro: | Stredák |

|  |           |                         |
|  | Marcatori | 22’ Barbarez 28’ Baljić |

| Arbitro: | Dobrinov |

|  |           |                            |
|  | Marcatori | 60’ Rushfeldt 74’ Solskjær |

### Sesta giornata
| Arbitro: | Bossen |

|                    |           |  |
| Mutu 46’ Ganea 88’ | Marcatori |  |

| Arbitro: | Poll |

|             |           |  |
| Grønkjær 6’ | Marcatori |  |

### Settima giornata
| Arbitro: | Micheľ |

|                     |           |           |
| Solskjær 78’ (rig.) | Marcatori | 64’ Ganea |

| Arbitro: | Baskakov |

|  |           |                        |
|  | Marcatori | 2’ Jensen 50’ Gravesen |

### Ottava giornata
| Arbitro: | Yefet |

|                                        |           |  |
| Mutu 39’ Pancu 42’ Ganea 43’ Bratu 77’ | Marcatori |  |

| Arbitro: | Bré |

|                |           |  |
| Bajramović 86’ | Marcatori |  |

### Nona giornata
| Arbitro: | Meier |

|                                 |           |                    |
| Tomasson 35’ (rig.) Laursen 90’ | Marcatori | 62’ Mutu 72’ Pancu |

| Arbitro: | Kapitanis |

|  |           |              |
|  | Marcatori | 35’ Barbarez |

### Decima giornata
| Arbitro: | Szabó |

|         |           |  |
| Flo 18’ | Marcatori |  |

| Arbitro: | Barber |

|           |           |               |
| Bolić 39’ | Marcatori | 12’ Jørgensen |

## Statistiche

### Classifica marcatori
5 gol
- Jon Dahl Tomasson (2 rig.)

4 gol
- Adrian Mutu

- Ioan Ganea

3 gol
- Sergej Barbarez

- Cosmin Contra

2 gol
- Elvir Bolić
- Dennis Rommedahl
- Thomas Gravesen

- John Arne Riise
- Ole Gunnar Solskjær (1 rig.)
- Daniel Pancu

- Dorinel Munteanu
- Viorel Moldovan

1 gol
- Elvir Baljić
- Zlatan Bajramović
- Claus Jensen
- Ebbe Sand
- Jesper Grønkjær
- Martin Jørgensen

- Martin Laursen
- Claus Lundekvam
- John Carew
- Sigurd Rushfeldt
- Steffen Iversen

- Tore André Flo
- Cristian Chivu
- Florin Bratu
- Mirel Rădoi
- Tiberiu Ghioane

autoreti
- Cosmin Contra (pro Danimarca)